# جمال السايحي

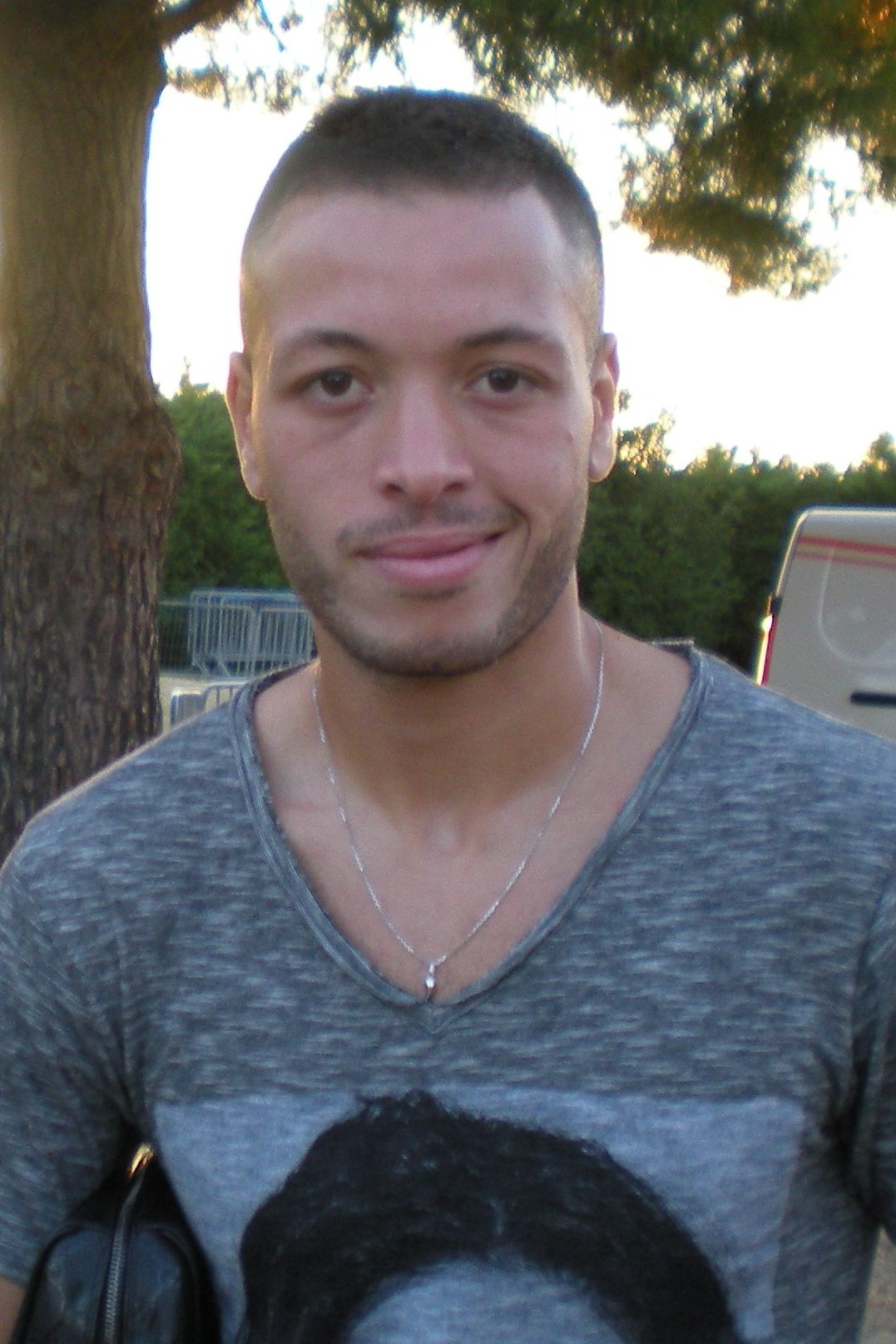

جمال السايحي (بالفرنسية: Jamel Saihi)‏ (مواليد 21 يناير 1987 في فرنسا) لاعب كرة قدم تونسي يلعب حاليا لصالح نادي الدرجة الأولى مونبيلييه الفرنسي منذ 2007 في مركز الوسط المحوري .

## روابط خارجية
- جمال السايحي على موقع الاتحاد الدولي (مؤرشف)  (الإنجليزية)
- جمال السايحي على موقع قاعدة بيانات كرة القدم.إي يو (الإنجليزية)
- جمال السايحي على موقع بيانات كرة القدم. دي إي (الألمانية)
- جمال السايحي على موقع ناشيونال فوتبول تيمز (الإنجليزية)
- جمال السايحي على موقع Soccerway.com (الإنجليزية)
- جمال السايحي على موقع عالم كرة القدم.نت (الإنجليزية)
- جمال السايحي على موقع كووورة
- جمال السايحي على موقع AS.com (الإسبانية)